# Tales of the Teenage Mutant Ninja Turtles
Tales of the Teenage Mutant Ninja Turtles debuterade i maj 1987, som en serietidning publicerade av Mirage Studios, med Ryan Brown och Jim Lawson som skrivare och tecknare. Den kom varannan månad och är kanonisk med Eastman and Laird's Teenage Mutant Ninja Turtles. Den kom åren 1987-1989. 
Fastän bara sju nummer ursprungligen utkom släpptes kom den att introducera flera karaktärer, som Nobody, Leatherhead, Rat King, Complete Carnage, och Radical. Tidningen började ofta med en inledning i en av karaktärernas eprspektiv: "Let me tell you a story" ("Låt mig berätta en historia för dig"), vilket var inspirerat av serietidningen Creepy. Publiceringarna upphörde 1989 då TMNT blev en licensrättighet. Jim Lawson flyttade till Mirageserierna medan Ryan Brown övergick till skapandet av Archieserierna.
Sexton år senare, under ledning av Stephen Murphy, påbörjades en återpublicering i januari 2004. Den nya versionen behandlar händelser i sköldpaddornas liv, bland annat de femton åren mellan volym 2 och 4. I nummer 25 återkom Ryan Brown och Jim Lawson som serieskapare, och därmed återkom "Let me tell you a story".

## Pocketböcker
Originalserierna har samlats i pocketböcker två gånger, 1989 och 2007, båda gångerna med nytillkomna historier. 1989 var den nya historien 10 sidor lång, och författades och illustrerades av Jim Lawson. 2007 kom en 27 sidor lång berättelse av Jim Lawson vid namn "Spinal Tapped" som utspelar sig efter nummer 7 och en 4 sidor lång epilog av Murphy & Lawson (denna pocket innehåller dock inte 1989 års nya berättelse). 2007 års upplaga innehåller även en ny inledningssidan ("Let me tell you a story"), och innehåller heller inte orginomslagen.
Fem volymer av Tales of the TMNT Volume 2 samlades, med urval efter sammanhängande teman-igurer. 
Volym 1:
- The Collected Tales of the Teenage Mutant Ninja Turtles Volume 1 (december 1989)
- Tales of the TMNT: Original Vol. 1 Series Treasury Edition (ISBN 0-9787029-9-9) (november 2007)

Volym 2:
- Tales of the TMNT Collected Books Vol. I -reprints Tales of the TMNT Volume II #1, 10, 16, 18 & 26 (oktober 2006)
- Tales of the TMNT Collected Books Vol. II -reprints Tales of the TMNT Volume II #5 and all four issues of "Tales of Leonardo: Blind Sight" (januari 2007)
- Tales of the TMNT Collected Books Vol. III -reprints Tales of the TMNT Volume II #6, 20, 24, 27 and 28 (juni 2007)
- Tales of the TMNT Collected Books Vol. IV -reprints Tales of the TMNT Volume II #3, 4, 13, 14 and 33 (september 2007)
- Tales of the TMNT Collected Books Volume V -reprints Tales of the TMNT Volume II #2, 9, 15, 17 and 25 (februari 2008)

### Fotnoter
1. ↑  ”Tales of the Teenage Mutant Ninja Turtles #1” (på engelska). Comicvine. maj 1987. http://www.comicvine.com/tales-of-the-teenage-mutant-ninja-turtles-1-a-tale/4000-111061/. Läst 26 november 2015.